# Metalamia obtusipennis
Metalamia obtusipennis är en skalbaggsart som först beskrevs av Bates 1876.  Metalamia obtusipennis ingår i släktet Metalamia och familjen långhorningar. Inga underarter finns listade i Catalogue of Life.